# Wahlkreis Westlausitz 1
Der Wahlkreis  Westlausitz 1 war ein Landtagswahlkreis zu den sächsischen Landtagswahlen 1994 und 1999. Er hatte zu diesen Wahlen die Wahlkreisnummer 53.

## Wahlkreisgebiet
Der Wahlkreis Westlausitz 1 wurde 1994 aus folgenden Städten und Gemeinden der beiden früheren Wahlkreise Bischofswerda und Kamenz gebildet: Bernbruch, Bischheim-Häslich, Bretnig-Hauswalde, Crostwitz, Deutschbaselitz, Elstra, Gersdorf-Möhrsdorf, Großröhrsdorf, Kamenz, Kleinröhrsdorf, Lichtenberg, Lückersdorf-Gelenau, Nebelschütz, Ohorn, Panschwitz-Kuckau, Pulsnitz, Räckelwitz, Ralbitz-Rosenthal und Steina. Zur Landtagswahl 1999 gab es keine Veränderungen.
Für die Landtagswahlen 2004 wurde erneut die Wahlkreisstruktur in Sachsen verändert. Das Gebiet des Wahlkreises Westlausitz 1 ging in seiner Gänze im neuen Wahlkreis Kamenz 1 auf. Hinzu kamen noch die Gemeinden Großnaundorf, Oberlichtenau und Schönteichen, die bis dahin dem Wahlkreis Westlausitz 2 angehörten. Der zweimalige Wahlsieger des Wahlkreises Westlausitz 1 Georg Milbradt, seit 2002 sächsischer Ministerpräsident, trat 2004 nochmals nun im Wahlkreis Kamenz 1 für die CDU als Spitzenkandidat an und konnte ihn erneut gewinnen.

## Wahl 1999
Die Landtagswahl 1999 fand am 19. September 1999 statt und hatte folgendes Ergebnis für den Wahlkreis Westlausitz 1
| Direktkandidat  | Partei          | Erststimmen in % | Zweitstimmen in % |
| --------------- | --------------- | ---------------- | ----------------- |
| Georg Milbradt  | CDU             | 61,7             | 59,6              |
| Holger Preische | SPD             | 11,0             | 08,6              |
| Heiko Kosel     | PDS             | 22,0             | 21,6              |
| Heike Merkert   | GRÜNE           | 02,4             | 01,8              |
| André Maak      | F.D.P.          | 02,8             | 01,6              |
|                 | BüSo            |                  | 00,1              |
|                 | DSU             |                  | 00,4              |
| –               | GRAUE           | –                | 00,4              |
|                 | REP             |                  | 01,4              |
| –               | FP Deutschlands | –                | 00,0              |
| –               | pro DM          | –                | 02,7              |
| –               | KPD             | –                | 00,1              |
| –               | NPD             | –                | 01,0              |
| –               | Forum           | –                | 00,2              |
| –               | PBC             | –                | 00,3              |

Es waren 45.550 Personen wahlberechtigt. Die Wahlbeteiligung lag bei 65,2 %. Von den abgegebenen Stimmen waren 1,5 % ungültig. Als Direktkandidat wurde Georg Milbradt (CDU) gewählt. Er erreichte 61,7 % aller gültigen Stimmen.

## Wahl 1994
Die Landtagswahl 1994 fand am 11. September 1994 statt und hatte folgendes Ergebnis für den Wahlkreis Weißeritzkreis:
| Direktkandidat | Partei | Erststimmen in % | Zweitstimmen in % |
| -------------- | ------ | ---------------- | ----------------- |
| Georg Milbradt | CDU    | 55,5             | 59,9              |
|                | SPD    | 17,5             | 15,5              |
|                | F.D.P. | 10,8             | 03,0              |
|                | GRÜNE  | –                | 03,2              |
|                | DSU    | –                | 00,5              |
|                | REP    | –                | 01,2              |
|                | Forum  | –                | 00,7              |
|                | PDS    | 16,2             | 15,8              |
|                | SPS    | –                | 00,3              |

Es waren 42.786 Personen wahlberechtigt. Die Wahlbeteiligung lag bei 65,8 %. Von den abgegebenen Stimmen waren 1,4 % ungültig. Als Direktkandidat wurde  Georg Milbradt (CDU) gewählt. Er erreichte 55,5 % aller gültigen Stimmen.